# Кретівці
Кретівці́  — село в Україні, у Збаразькій міській громаді Тернопільського району Тернопільської області. Розташоване на річці Нетеч, на півночі району. До 2020 року було центром сільради, якій було підпорядковане село Грицівці.
Населення — 298 осіб (2003).

## Історія
Поблизу Кретівців виявлено археологічні пам'ятки доби пізньої бронзи, черняхівської та давньоруської культур.
Черняхівське поселення III–IV століть нашої ери розташоване в полі на схід від Кретівців. На поверхні зібрано багато уламків кераміки та кісток тварин. Відкрите у 1931 році розвідкою Т. Сулімірського.
Відоме з 1-ї половини XVII століття. Є різні версії щодо назви села. Одна з них звучить так: назва походить від імені двох братів — Гриця та Крета. Легенда розповідає, що жили двоє братів-підлітків, які були сиротами. Одного разу вони гралися на пагорбі і побачили, що наближається татарське військо. Тому вони побігли до села, повідомили людей і почали готувати окопи і схованки для захисту. Коли татари напали, хлопці вийшли на бій першими. Бій село виграло, але хлопці були важко поранені і померли. На їхню честь село поділили на дві частини: праву назвали Кретівці, а ліву — Грицівці.
12 червня 2020 року, відповідно до Розпорядження Кабінету Міністрів України від  № 724-р «Про визначення адміністративних центрів та затвердження територій територіальних громад Тернопільської області», село увійшло до складу Збаразької міської громади.
19 липня 2020 року, в результаті адміністративно-територіальної реформи та ліквідації Збаразького району, село увійшло до складу новоутвореного Тернопільського району.
6 грудня 2023 року у селі відкрили дві меморіальні дошки на честь загиблих воїнів Богдана Вавринковича та Андрія Рольського.

## Пам'ятки
- церква Покрови Пресвятої Богородиці (1909, мурована, перебудована з костелу).

### Місце, де було вбито  полковника Станіслава  Морозенка
Місце, де був убитий полковник Станіслав Морозенко. Цю особистість довгий час вважали вигаданою, оскільки вона залишила більший слід у народній творчості, ніж у офіційних документах. Морозенко загинув у битві за Збараж 28 липня 1649 року між селами Кретівці та Вищими Луб’янками. За народними переказами, навіть отримавши три смертельні поранення, він не впав на землю, а стояв, поки його серце не перестало битися… Його тіло було віддане землі. На могилі цього доблесного лицаря збудували курган. Розповідають, що після цього настала справжня злива — наче саме небо плакало разом із козаками… Тіло Морозенка так і не знайшли.

### «Фігура» святого Томаса
Щойно виявлена пам'ятка монументального мистецтва. Вона розташована на подвір'ї місцевого жителя.
Ця робота виготовлена самодіяльними майстрами з каменю та встановлена в 1880 році.

### Стара липа
Це дерево знаходиться за селом, по дорозі до кладовища. Скільки їй років, невідомо нікому. Її площа становить 0,10 га. Охороняється природно-заповідним фондом України. Згідно з легендою, під час козацької битви за Збараж, військо Богдана Хмельницького спочивало біля цього дерева.
Діють загальноосвітня школа І-ІІ ступенів, клуб, бібліотека, ФАП, торговельний заклад.

## Галерея

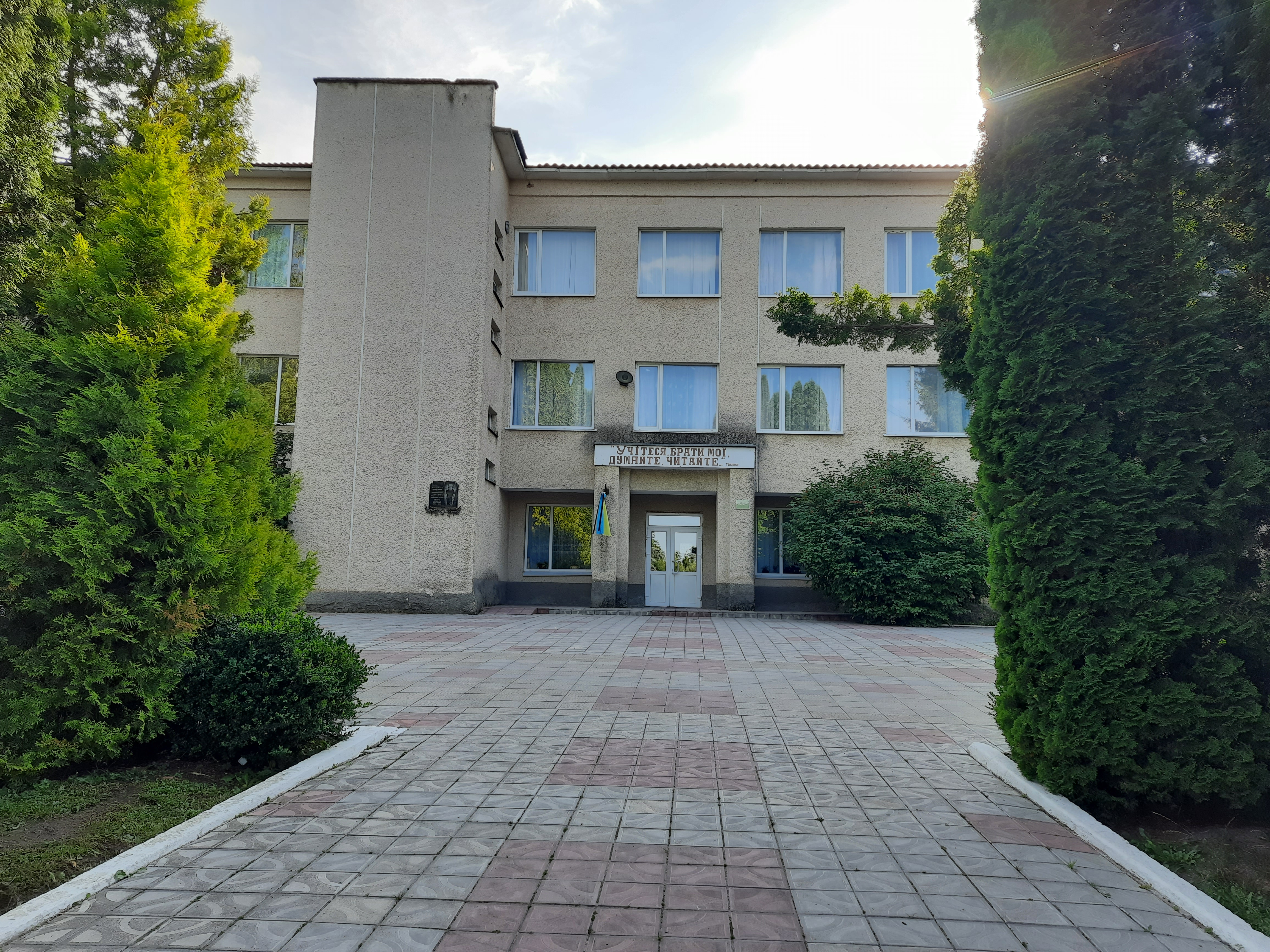
Школа
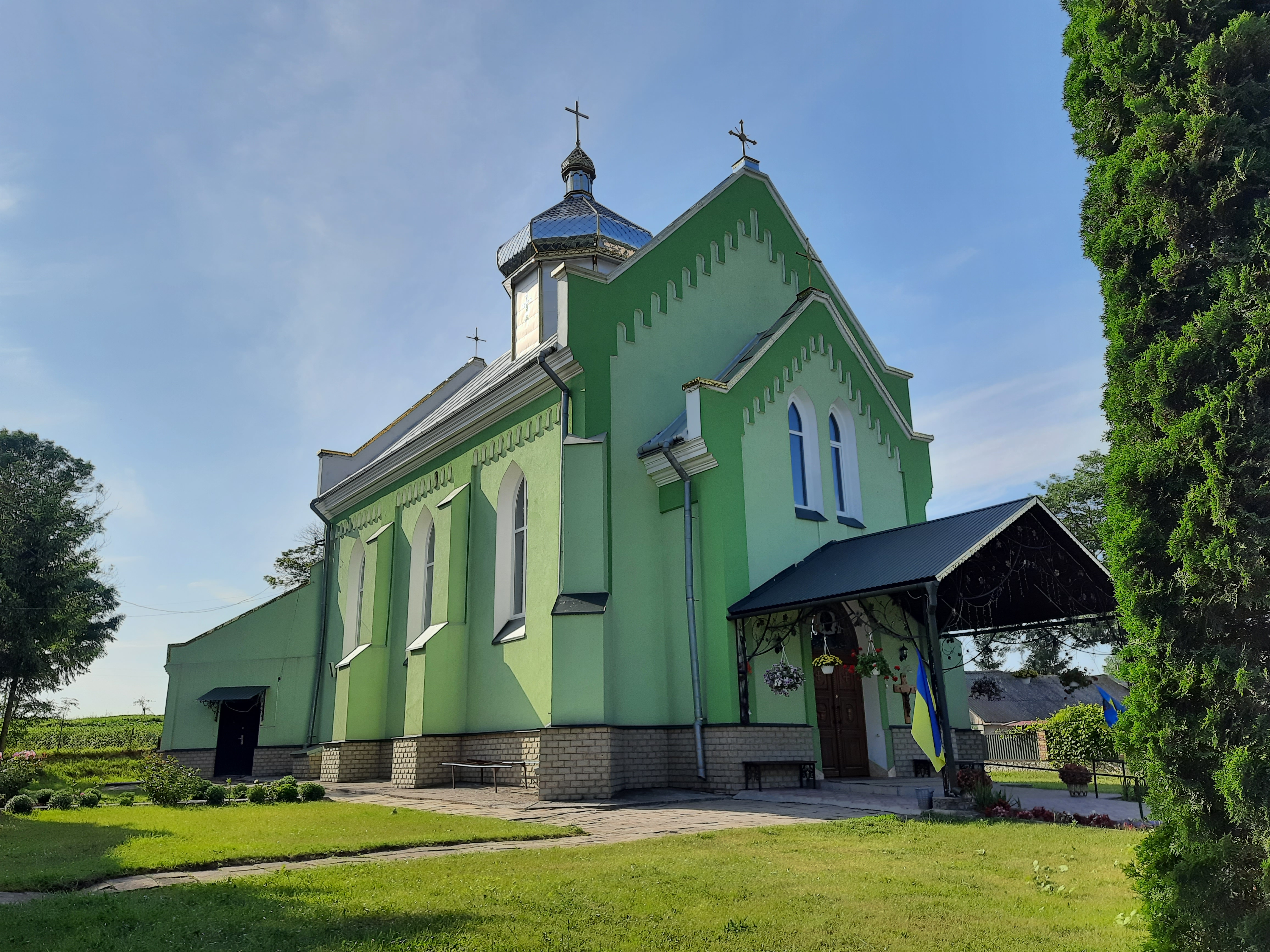
Церква Покрови Пресвятої Богородиці
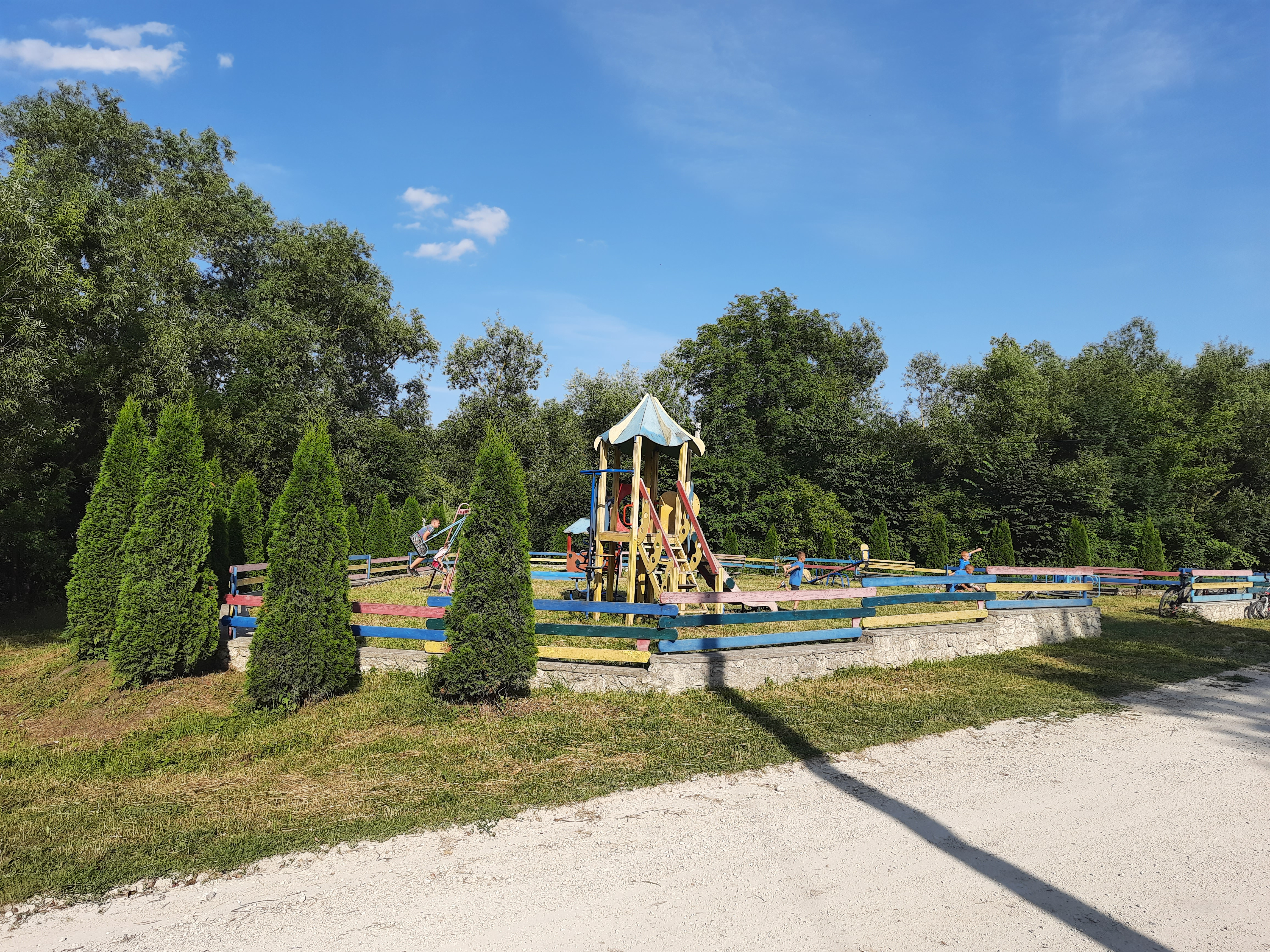
Дитячий майданчик